# Mikko Huhtala
Mikko Huhtala (n. 30 martie 1952, Lapua, Vaasa Province⁠(d), Finlanda) este un luptător ce a reprezentat Finlanda, medaliat olimpic. A participat la 2 ediții ale Jocurilor Olimpice (1976, 1980) în care a câștigat o medalie de bronz.